# Atenuación (retórica)
La atenuación (del latín attenuatio), también denominada litotes, lítotes (del bajo latín litŏtes, y este del griego λιτότης) o litote (del francés litote), y con menos frecuencia extenuación (del latín extenuatio), es una figura retórica, relacionada con la ironía y el eufemismo, mediante la cual se afirma algo, disminuyendo (atenuando) o negando lo contrario de lo que se quiere afirmar o decir: "No poco" = Mucho; "No está bien" = Está mal.
Constituye en realidad una clase de perífrasis o circunloquio.

## Ejemplos
¡Estás muy poco incómodo! (estás muy a gusto)
Aquello no estuvo nada mal (estuvo muy bien)
Eso no es muy inteligente de tu parte (es una tontería)
María, tu novio... no es muy guapo, ¿eh? (es feo)
¿Y quién está negando lo contrario? (¿y quién dice que sí?)